# Анисимов, Андрей Юрьевич
Андре́й Ю́рьевич Ани́симов (род. 23 августа 1961, Казань) — российский врач, хирург, доктор медицинских наук (1996), профессор (2000).

## Биография
Родился 23 августа 1961 года в городе Казань, Татарская АССР, РСФСР.
В 1978 году поступил в Казанский государственный медицинский институт имени С. В. Курашова, который окончил в 1984 году. Получив диплом, работал в различных лечебных учреждениях Казани.
В 1995 году начал преподавательскую деятельность в Казанской государственной медицинской академии. В 1996 году защитил докторскую диссертацию.
В 1998 году был назначен заведующим курсом скорой и неотложной медицинской помощи кафедры медицины катастроф в академии. В 2000 году Анисимову было присвоено ученое звание профессора.
В 2004 году назначен заместителем генерального директора ГУ МКДЦ Министерства здравоохранения Республики Татарстан. Благодаря его усилиям была организована хирургическая служба этого современного высокотехнологичного центра.
Андрей Анисимов занимается Исследованиями в области хирургии экстремальных состояний. Первым в стране доказал целесообразность выделения самостоятельного раздела клинической медицины — хирургии катастроф, после чего разработал её концепцию.
С 2009 года работает заместителем главного врача по медицинской части Городской больницы скорой медицинской помощи № 1.
Написал научные труды: «Перитонеостомия в лечении разлитого гнойного перитонита» (1991) и «Лапаростомия в комплексном лечении тяжелых форм перитонита при травме живота // Сочетанные и множественные травмы» (в соавторстве, 1998). В соавторстве перевёл с английского языка учебное пособие «Хирургия: Руководство для врачей и студентов» (издана в Москве в 1997 году).